# 캘러미티 제인 (영화)
캘러미티 제인(Calamity Jane)은 미국에서 제작된 데이빗 버틀러 감독의 1953년 코미디, 뮤지컬, 멜로/로맨스, 서부 영화이다. 도리스 데이 등이 주연으로 출연하였고 윌리엄 제이콥스 등이 제작에 참여하였다.

## 출연

### 주연
- 도리스 데이
- 하워드 킬

### 조연
- 알린 앤 맥레리
- 필립 캐리
- 딕 웨슨
- 폴 하비
- 처비 존슨
- 게일 로빈스
- 빌리 블레처
- 스탠리 브리스톤
- 버드 버스터
- 레인 챈들러
- 에드먼드 코브
- 켄 던칸
- 베스 플라워스
- 테리 프로스트
- 로버트 퓰러
- 빌 헤일
- 리드 호우즈
- I. 스탠포드 졸리
- 도널드 카
- 톰 랜던
- 렉스 리스
- 피어스 라이든
- 프란시스 맥도널드
- 톰 먼로
- 몬트 몬테그
- 리 모건
- 존 머레이
- 버디 루즈벨트
- 진 로스
- 리 슘웨이
- 글렌 스트레인지
- 포레스트 테일러

## 제작진
- 세트: G.W. 브렌트슨